# Jitka Malíková
Jitka Malíková (1926 Praha – 6. května 2018 Praha) byla česká katolická aktivistka, studentka medicíny, v 50. letech těžce vězněná. Obdržela Cenu paměti národa 2016.

## Mládí
Vystudovala gymnázium a poté studovala medicínu. V dětství a dospívání chodila do skauta a později organicky pokračovala v různých skupinách katolické mládeže, které se postupně pod vlivem totalitních režimů stávaly ilegálními. V těchto skupinách se seznámila s budoucími osobnostmi, jako by Josef Zvěřina, Antonín Mádr nebo Václav Vaško. Po nástupu komunistického útlaku v těchto společenstvích pomáhala pronásledovaným tak, že některé ukrývala a jiným pomáhala k útěku do zahraničí, čímž se dostávala do stále většího sporu se státní mocí.

## Perzekuce
Jitka Malíková byla prvně zatčena v roce 1951, pouze krátkodobě. Podruhé byla zatčena v roce 1953, kdy byla cíleně vytažena přímo ze školy. Půl roku strávila ve vyšetřovací vazbě, kde byla označena jako vedoucí protistátní skupiny a odsouzena za velezradu na 11 let žaláře, později sníženo na 9 let. I po soudu byla tvrdě vyslýchána, ale nátlaku odolala a nevyzradila nic, co by utlačovatelům pomohlo. Poté prošla tábory a věznicemi v Želiezovcích, Trnovcích, Ilavě a v Pardubicích. Propuštěna byla na amnestii roku 1960.
Poté směla pracovat jen v dělnických profesích, po uklidnění poměrů jako laborantka ve zdravotnictví, kde zůstala až do penze.